# 滕树静
滕树静（1973年3月—），女，土家族，湖南保靖人，中华人民共和国政治人物。现任湘西土家族苗族自治州工商联主席。第十四届全国政协委员。